# Élections législatives néerlandaises de 2003
Les élections législatives néerlandaises de 2003 (en néerlandais : Tweede Kamerverkiezingen 2003) se tiennent le 22 janvier 2003 de manière anticipée, huit mois après la tenue du précédent scrutin. Elles ont pour but d'élire les 150 membres de la Seconde Chambre des États généraux.
Le scrutin voit, pour la deuxième fois, la nette victoire de l'Appel chrétien-démocrate (CDA) de Jan Peter Balkenende, la forte remontée du Parti travailliste (PvdA) de Wouter Bos et l'effondrement de la Liste Pim Fortuyn (LPF) de Mat Herben.

## Système électoral
La Seconde Chambre (en néerlandais : Tweede Kamer), ou Chambre des représentants, est la chambre basse du parlement bicaméral néerlandais. Elle est composée de 150 sièges pourvus pour quatre ans au scrutin proportionnel plurinominal avec listes ouvertes dans une unique circonscription nationale. Vingt circonscriptions régionales sont utilisées pour correspondre aux listes électorales dressées au niveau régional à des fins statistiques, mais n'entrent pas en compte dans le système électoral.
Les listes étant ouvertes, les électeurs ont également la possibilité d'exprimer un vote préférentiel pour un candidat sur la liste pour laquelle ils votent. Les sièges obtenus par chaque liste sont par la suite attribués en priorité aux candidats ayant recueilli au moins 25 % des votes de la liste en leurs noms. Après décompte des voix, la répartition des sièges se fait à la proportionnelle selon la méthode d'Hondt, sans seuil électoral prédéfini. La méthode utilisée ainsi que le nombre total de sièges conduisent néanmoins de facto à un seuil de 0,67 % des suffrages exprimés à l'échelon national.

## Contexte
À la suite du précédent scrutin, le chrétien-démocrate Jan Peter Balkenende réussit à former une coalition gouvernementale avec les populistes de la Liste Pim Fortuyn et le Parti populaire pour la liberté et la démocratie (VVD) le 22 juillet 2002. Toutefois, le gouvernement doit remettre sa démission dès le 16 septembre, victime des dissensions internes à la LPF.

## Principaux partis et candidats
| Parti | Parti                                                                                    | Tête de liste | Tête de liste                                 | Résultat en 2002 | Résultat en 2002 |
| ----- | ---------------------------------------------------------------------------------------- | ------------- | --------------------------------------------- | ---------------- | ---------------- |
|       | Appel chrétien-démocrate Christen-Democratisch Appèl                                     |               | Jan Peter Balkenende Premier ministre sortant | 27,9 %           | 43               |
|       | Liste Pim Fortuyn Lijst Pim Fortuyn                                                      |               | Mat Herben                                    | 17,0 %           | 26               |
|       | Parti populaire pour la liberté et la démocratie Volkspartij voor Vrijheid en Democratie |               | Gerrit Zalm                                   | 15,5 %           | 24               |
|       | Parti travailliste Partij van de Arbeid                                                  |               | Wouter Bos                                    | 15,1 %           | 23               |
|       | Gauche verte GroenLinks                                                                  |               | Femke Halsema                                 | 7,0 %            | 10               |
|       | Parti socialiste Socialistische Partij                                                   |               | Jan Marijnissen                               | 5,9 %            | 9                |
|       | Démocrates 66 Democraten 66                                                              |               | Thom de Graaf                                 | 5,1 %            | 7                |

## Campagne
Selon les sondages, le principal enjeu de cette campagne, pour la population, est la sécurité, la lutte contre la criminalité et la santé, loin devant l'économie et l'emploi notamment. Ce genre de campagne aurait dû se traduire par une influence accrue de la LPF, mais ses déchirements internes, causés par la difficulté pour un parti de protestation à se muer en parti de gouvernement, ont complètement ruiné son audience électorale, ouvrant la voie à une recomposition plus classique du jeu politique, avec le CDA, le PvdA et le VVD en maîtres du jeu.
À cet égard, la difficulté la plus grande repose sans aucun doute sur le PvdA, arrivé quatrième du dernier scrutin avec l'un des plus mauvais résultats de son histoire. Dirigé par un comité intérimaire au Parlement, le parti semble encore trop atteint par sa déroute de 2002 pour revenir au pouvoir, d'autant que Jan Peter Balkenende ne cesse durant la campagne de faire connaître sa préférence pour une coalition gouvernementale avec le VVD.

## Résultats
|                           |                                                        |            |       |               |        |               |  |  |  |
| Partis                    | Partis                                                 | Voix       | %     | +/-           | Sièges | +/-           |  |  |  |
|                           | Appel chrétien-démocrate (CDA)                         | 2 763 480  | 28,62 | 0,69          | 44     | 1             |  |  |  |
|                           | Parti travailliste (PvdA)                              | 2 631 363  | 27,26 | 12,14         | 42     | 19            |  |  |  |
|                           | Parti populaire pour la liberté et la démocratie (VVD) | 1 728 707  | 17,91 | 2,47          | 28     | 4             |  |  |  |
|                           | Parti socialiste (SP)                                  | 609 723    | 6,32  | 0,42          | 9      | en stagnation |  |  |  |
|                           | Liste Pim Fortuyn (LPF)                                | 549 975    | 5,70  | 11,30         | 8      | 18            |  |  |  |
|                           | Gauche verte (GL)                                      | 495 802    | 5,14  | 1,81          | 8      | 2             |  |  |  |
|                           | Démocrates 66 (D66)                                    | 393 333    | 4,07  | 1,03          | 6      | 1             |  |  |  |
|                           | Union chrétienne (CU)                                  | 204 694    | 2,12  | 0,42          | 3      | 1             |  |  |  |
|                           | Parti politique réformé (SGP)                          | 150 305    | 1,57  | 0,15          | 2      | en stagnation |  |  |  |
|                           | Parti pour les animaux (PvdD)                          | 47 754     | 0,49  | Nv.           | 0      | en stagnation |  |  |  |
|                           | Pays-Bas vivables (LN)                                 | 38 894     | 0,40  | 1,21          | 0      | 2             |  |  |  |
|                           | Autres                                                 | 40 445     | 0,42  | en stagnation | 0      | en stagnation |  |  |  |
|                           |                                                        |            |       |               |        |               |  |  |  |
| Suffrages exprimés        | Suffrages exprimés                                     | 9 654 475  | 99,87 |               |        |               |  |  |  |
| Votes blancs et invalides | Votes blancs et invalides                              | 12 127     | 0,13  |               |        |               |  |  |  |
| Total                     | Total                                                  | 9 666 602  | 100   | -             | 150    | en stagnation |  |  |  |
| Abstentions               | Abstentions                                            | 2 410 109  | 19,96 |               |        |               |  |  |  |
| Inscrits / participation  | Inscrits / participation                               | 12 076 711 | 80,04 |               |        |               |  |  |  |

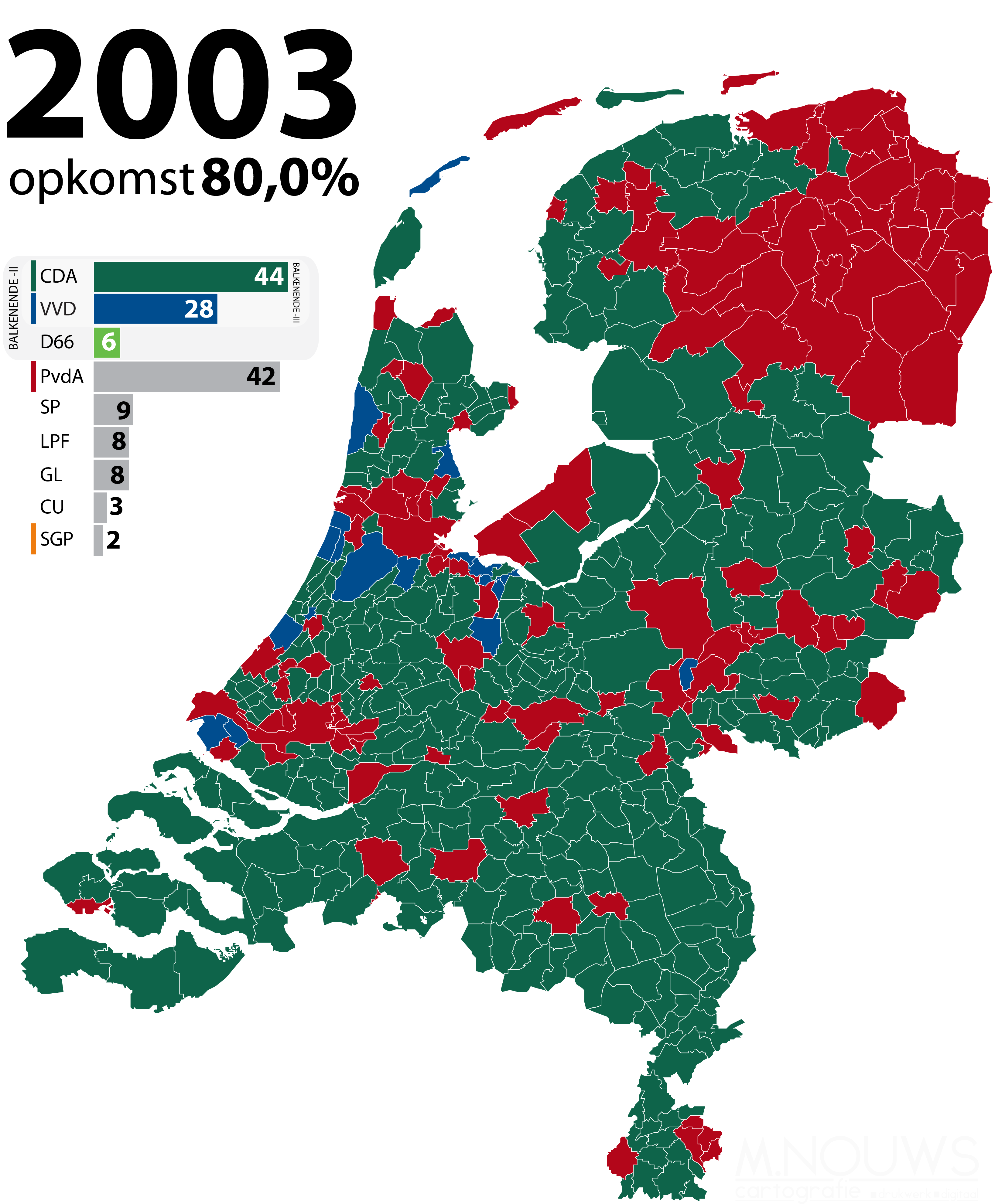
Parti arrivé en tête dans chaque commune.
Résultats détaillés par province.

## Commentaires et conséquences

### Analyse des résultats
Plus encore que la victoire du CDA, le très bon résultat du PvdA et l'effondrement de la LPF marquent ce scrutin. Les travaillistes, emmenés par Wouter Bos et Job Cohen, candidat au poste de Premier ministre, réussissent une formidable remontée, peu prévisible au regard de leurs résultats catastrophiques du scrutin précédent. À l'inverse, le succès des populistes, conduits par leur président de groupe parlementaire et déjà chef dans le passé, ne s'est pas réédité, même si leur score est supérieur aux prévisions les plus optimistes des sondages.
La bonne tenue ou progression des chrétiens-démocrates du CDA, des travaillistes du PvdA et des libéraux du VVD se fait au détriment des petites formations (GL, D66 et CU), qui sont tous, même modestement, en régression. Le recul de l'extrême droite, symbolisé par la disparition des Pays-Bas vivables (LN) de la Seconde Chambre, doit cependant être regardé par une appropriation plus grande par les différents partis traditionnels des idées de Pim Fortuyn. Ainsi le PvdA s'est-il dit favorable à l'expulsion des étrangers refusant d'apprendre le néerlandais, tandis que Gerrit Zalm n'hésite pas à reprendre une formule du défunt chef de file populiste en affirmant que « les Pays-Bas sont pleins ».

### Formation du cabinet
Le 24 janvier 2003, le ministre de la Justice sortant Piet Hein Donner (CDA) et l'ancien représentant travailliste Frans Leijnse (à partir du 5 février suivant) sont nommés « informateurs » par la reine Beatrix pour explorer la possibilité de la formation d'une grande coalition. Ils rendent finalement un constat d'échec le 12 avril. La souveraine charge alors trois jours plus tard le conseiller d'État Rein Jan Hoekstra (CDA) et le ministre d'État Frits Korthals Altes (VVD) d'une mission d'informateurs. Ils sont chargés d'identifier la possibilité d'une coalition gouvernementale unissant le CDA, le VVD et un ou plusieurs autres partis.
Ils envisagent trois types de coalition : avec la LPF, avec la CU et le SGP, ou avec les D66. Compte tenu de la précédente coalition — entre chrétiens-démocrates, libéraux et populistes — et des trop grandes différences idéologiques entre le VVD et le SGP, ils proposent le 29 avril une alliance entre le CDA, le VVD et les D66. Les partis trouvent un accord le 15 mai et celui-ci est ratifié dans les trois jours qui suivent. Jan Peter Balkenende, Premier ministre sortant et chef de file du CDA, est appelé à former un nouveau gouvernement le 20 mai.
Le cabinet Balkenende II, soutenu par 78 représentants sur 150, prête serment une semaine plus tard, le 27 mai.